# ワルザザート太陽熱発電所

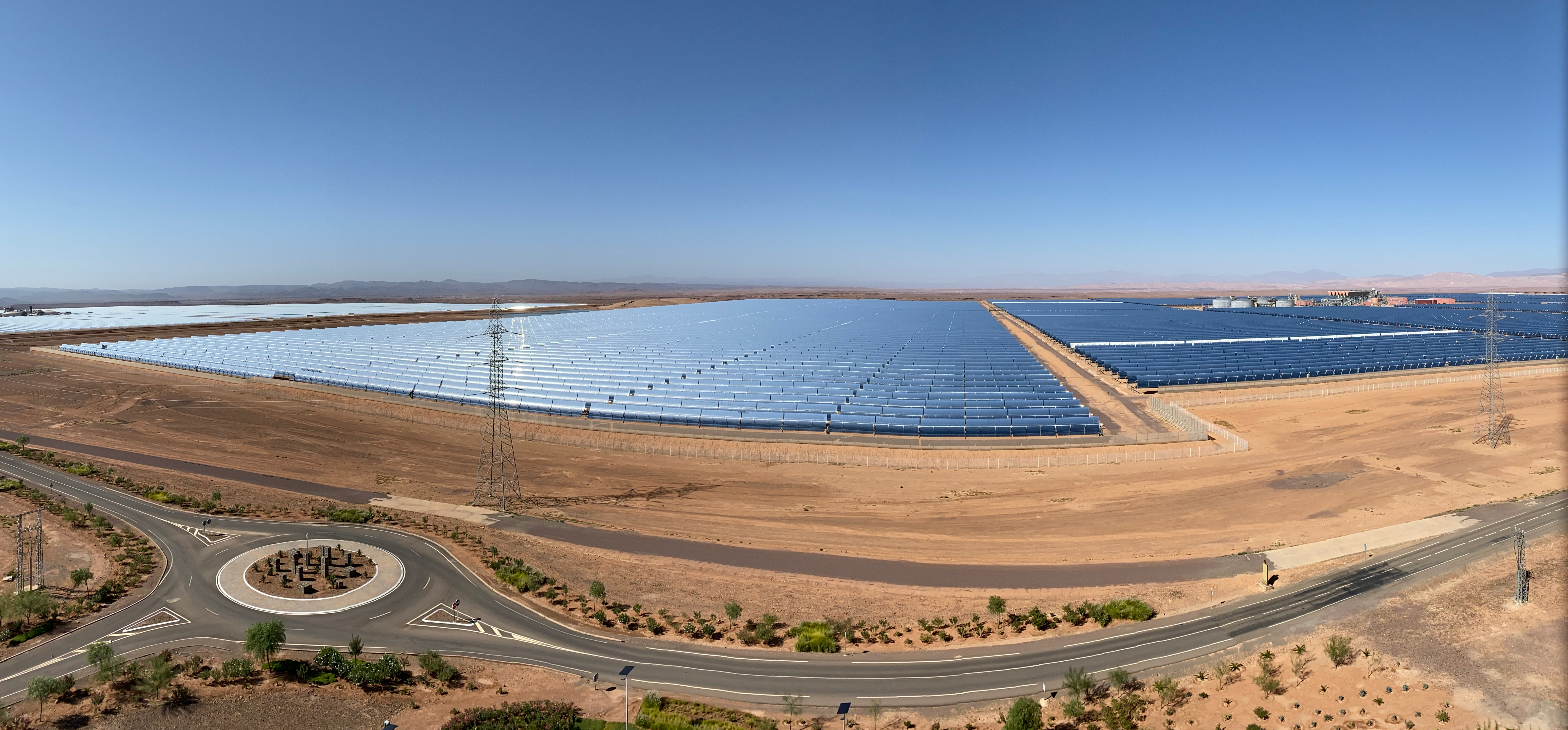
1号機と2号機（2019年10月）

ワルザザート太陽熱発電所（ワルザザートたいようねつはつでんしょ）は、モロッコ中部のワルザザート近郊にある太陽熱発電所である。モロッコの公用語であるアラビア語で「光」を意味する「نور」（ヌール）を冠して、地元では単に「ヌール発電所」と呼ばれる場合もある。

## 背景
ワルザザートは険しいオートアトラス山脈の南側に形成された内陸の町であり、乾燥した気候である。雨は少なく、太陽光を受けるには適した気候である。また、緯度も北緯31度よりも南と、充分に低緯度に位置しており、強い日射が望める。
21世紀初頭の段階でも、モロッコは原油や天然ガスが少しは産出していたものの、特に原油は輸入を行っていた状態だった。2009年の段階で、モロッコの貿易収支は赤字であり、328億ドルの輸入額の6.5パーセントを占めていた。
一方で、発電に関しては、2008年の段階で、モロッコの1年間の総発電量は約20300 GW･hであった中で、水力発電が6.7パーセント、風力発電が1.4パーセントで、残りの大部分の91.9パーセントが火力発電によって賄われていた。

## 発電所概要
この発電所は、太陽熱を利用して汽力発電を行う複数の発電機が備えられており、さらに溶融塩を利用した蓄熱装置も装備している。これらが主力設備であり、2019年4月現在、合計で最大で510 MWの出力を擁する。また、これらとは別に太陽電池による発電パネルも併設して、昼間の電力供給を補っている。つまり、その分で太陽熱発電機の出力に回す太陽熱を、蓄熱装置へと蓄えられる事を意味する。蓄熱装置に蓄えた太陽熱は、夜間など太陽熱が得られない時間帯に利用して、汽力発電を実施する。
なお、2019年4月の段階で、この発電所の敷地面積は、25 km2に達していた。
発電所の建設は、スペインの企業共同体の協力を得て、モロッコ太陽エネルギー庁（MASEN）も関与したワルザザート太陽共同体（Ouarzazate Solar Complex）によって行われた。

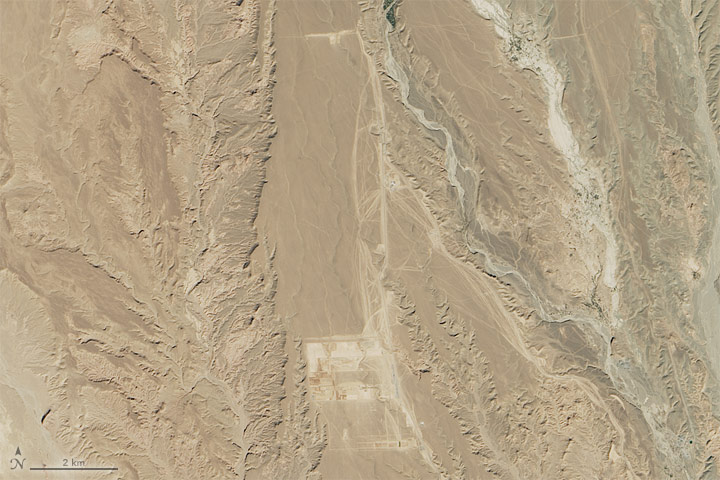
2013年12月
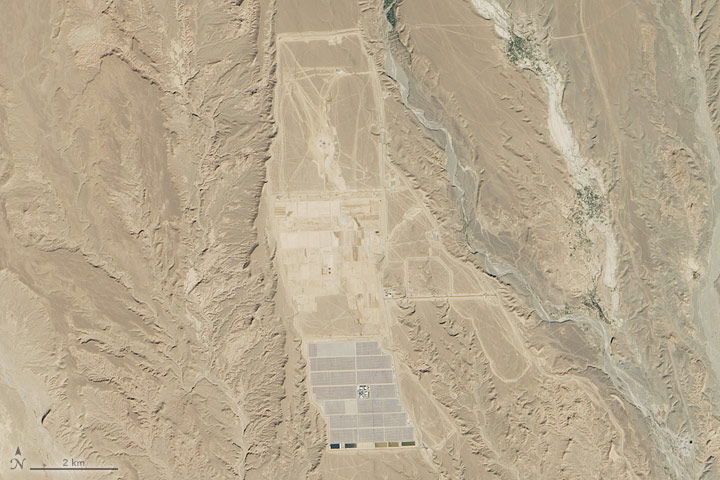
2015年12月
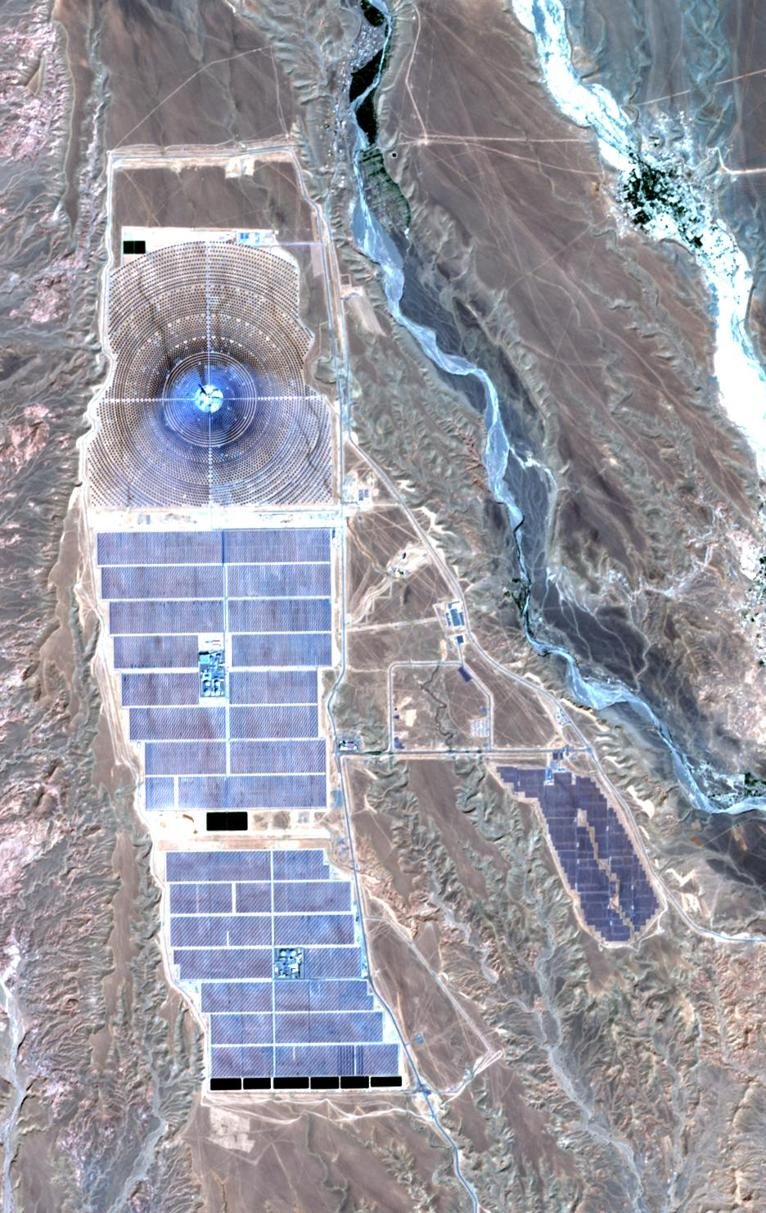
2019年3月

## 1号機

パラボリックトラフ式の太陽熱の収集方法の概念図。凹面鏡の焦点にパイプを通して、ここに熱媒体を流し、発電設備の方法へと太陽熱を集める。単に地面に凹面鏡を配置するだけなので、広い土地さえあれば、比較的容易に大規模化できる。

ワルザザート太陽熱発電所の第1期工区として建設された場所である。地面に多数の放物線形状の凹面を有した凹面鏡を並べて、太陽光を集めて熱を得る、いわゆる「パラボリックトラフ式」である。約4.5 km2の敷地に、約50万枚の凹面鏡が並べられており、最大で160 MWの出力が可能である。また、夜間でも約3時間の発電が可能な溶融塩を使用した蓄熱装置も備える。1号機は2016年2月5日にモロッコの電力網に組み込まれ、商業運転を開始した。開業までに1号機に費やした費用は、約39億ドルであった。なお、運転開始時点で、1 kW･hの発電を行うために、約0.19ドルの費用を必要としていた。

### 復水器が水冷式
ワルザザートは乾燥した気候であり、普通であれば、そのような場所で汽力発電を行う場合には、空冷式の復水器を使用する事例が目立つ。しかし、1号機の復水器は水冷式である。さらに、凹面鏡の洗浄にも水を使用し、最大で1年間に1700 kLの水を使用する。
これが可能だった理由は、ワルザザート付近にはドラア川が流れており、その水を利用できるからである。ただし、2号機と3号機の復水器は、水冷式ではなく空冷式である。

### 発電実績
2017年の1号機の発電実績は、次の通りであった。
| 1月      | 2月      | 3月      | 4月      | 5月      | 6月      | 7月      | 8月      | 9月      | 10月     | 11月     | 12月     | 合計     |
| -------- | -------- | -------- | -------- | -------- | -------- | -------- | -------- | -------- | -------- | -------- | -------- | -------- |
| 30.26144 | 19.41825 | 48.60563 | 40.37602 | 45.44562 | 33.36919 | 42.27652 | 30.85000 | 41.20518 | 31.97398 | 22.68940 | 27.62856 | 414.0998 |

参考までに、1年間の発電目標としていた電力量の合計は、370 GW･hであった。

## 2号機
2号機は、ワルザザート太陽熱発電所の第2期工区として建設された場所の中の1区画である。2号機の建設は2016年2月に開始され、2018年1月に稼働を開始した。集光方式は1号機と同じくパラボリックトラフ式であり、約6.8 km2の敷地を使用し、最大で200 MWの出力が可能で、さらに、夜間でも約7時間の発電が行える蓄熱装置を備えている。
なお、1号機とは異なり、水の使用量を節約するため、2号機は空冷式の復水器を装備している。

## 3号機

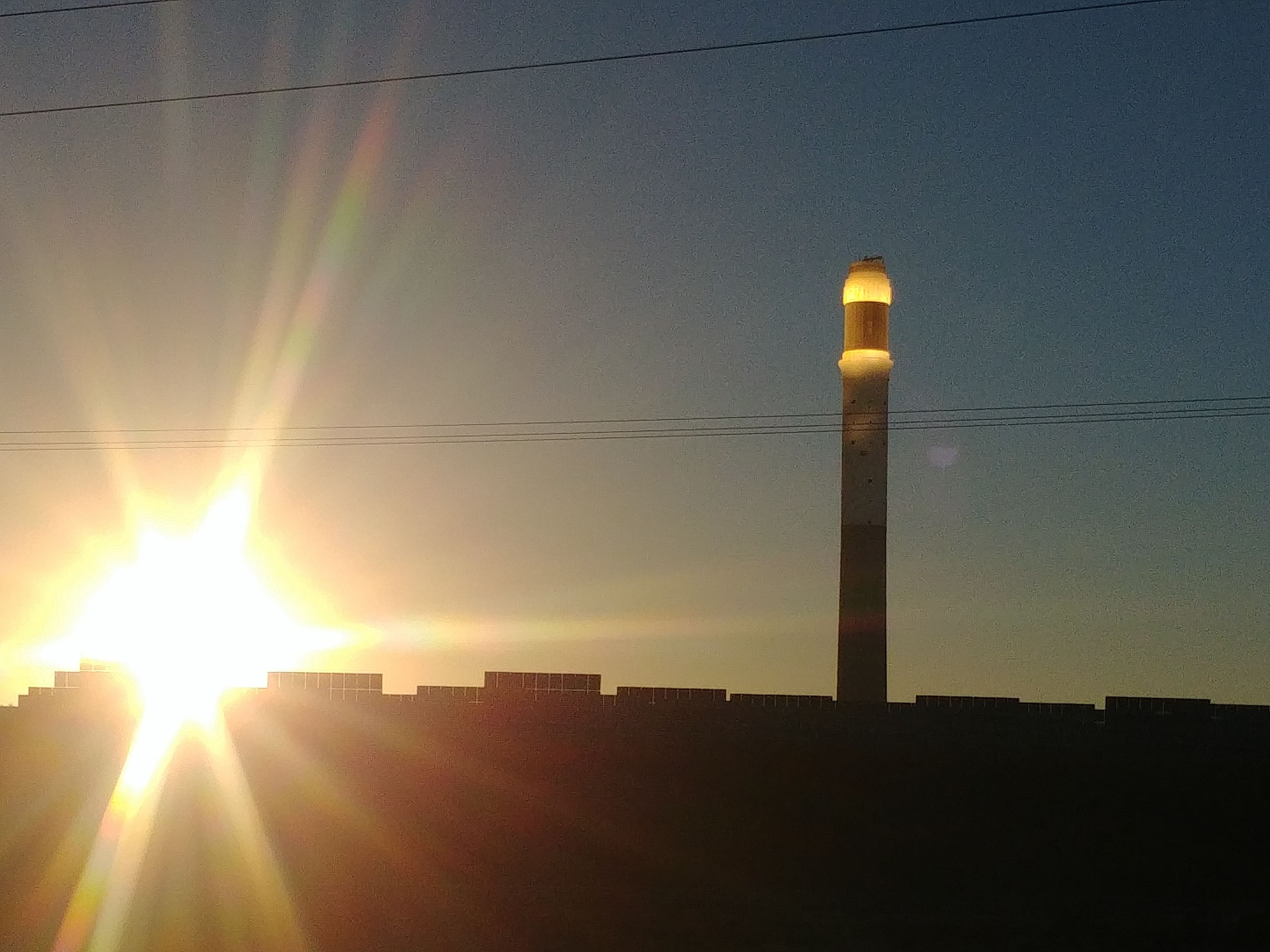
3号機の集光タワー。この塔の最上部へと地上に設置した鏡を使用して太陽光を集め、加熱する。そうして集めた太陽熱を利用して、汽力発電を行う。

2号機と同様に、3号機もワルザザート太陽熱発電所の第2期工区として建設された場所の中の1区画である。しかしながら、3号機は2号機と異なり、集光方式は集光タワーを用い、これに約7時間の発電が行える蓄熱装置を組み合わせた。敷地面積は、約5.5 km2であり、2018年3月に太陽光を集光タワーに反射するための地上の鏡の設置を終えた。しかし、その後も集光タワーの建造は続き、さらに改良を行っていった。これにより、最大で150 MWの出力を可能にした。結局、商業運転を開始したのは、2018年11月であった。さらに、2018年12月には、太陽光を10日間にわたって集光タワーに集めない状態にしておき、その後、10日前までに蓄熱装置へと蓄えておいた熱を利用して、汽力発電する試験にも成功した。
なお、3号機も2号機と同様に、水の使用量を節約するため、空冷式の復水器を装備している。

## 4号機
2017年に建設計画が発表された。ただし、4号機と番号が振られているものの、これは太陽熱発電設備ではなく、太陽電池を用いた太陽光発電の設備である。
太陽電池パネルの増設を行い、72 MWの出力を確保する予定である。